# Spinete
Spinete är en ort och kommun i provinsen Campobasso i regionen Molise i Italien. Kommunen hade 1 235 invånare (2018).